# Калироя (спътник)
Калироя е естествен спътник на Юпитер. Открит е от програмата Spacewatch на 6 октомври 1999 г., като първоначално е класифициран като астероид под името (1999 UX18). Тимоти Спар на 18 юли 2000 г. открива, че Калироя е спътник на Юпитер, като означението бива променено на S/1999 J 1. Спътникът носи името на фигурата от древногръцката митология Калироя.
Калироя е малко по размери тяло с диаметър от 8,6 km и се намира на ретроградна орбита около Юпитер. Принадлежи към групата на Пасифая.